# Alain Marc (écrivain)
Cet article concerne l'écrivain. Pour l'homme politique, voir Alain Marc (homme politique).
Œuvres principales
- Écrire le cri (l’Écarlate, 2000)
- Regards hallucinés (Lanore, 2005)
- la Poitrine étranglée (Le Temps des cerises, 2005)
- Méta / mor / phose ? (Première impression, 2006)
- En regard, sur Bertrand Créac’h (Dumerchez, 2007/2008)
- Solitude (supplément n⁰18 de la revue Passages, 2009)
- le Monde la vie (Les Éditions du Zaporogue, 2010)
- Chroniques pour une poésie publique précédé de « Mais où est la poésie ? » (Les Éditions du Zaporogue, 2014)
- Poésies non hallucinées, & rescapées, éveillées, zen (éditions du Petit Véhicule, 2017)
- Je ne suis que le regard des autres (Z4 Éditions, 2018)
- Polaroïds, Textes, poésies et instantanés (Tinbad, 2022)
- La Vie du cri, – vie et cri, cri et vie, écriture du cri – (Unicité, 2024)

Compléments
- CD Alain Marc - Laurent Maza Le Grand cycle de la vie ou l'odyssée humaine (Première impression / Artis Facta, 2014)

Alain Marc est un écrivain, poète, essayiste français, auteur de carnets, de mini récits et de plusieurs nouvelles né en 1959 à Beauvais. Il effectue également des lectures publiques.

## Parcours
Dès 1990 Alain Marc avance l'idée d'une poésie publique qui lui vaudra un débat houleux notamment avec le poète Jean Rousselot.
Alors que personne à ce moment-là ne parle encore du « cri » en littérature, il rédige l’essai Écrire le cri qui deviendra son premier livre et marquera durablement quelques esprits.
Ses publications permettent de dégager les différentes expressions des poésies (du cri à la beauté), du poème long (surtout existentiel - peut-on écrire la vie, la solitude, la "folie" ?), des textes érotiques proches de Bataille, de l’essai, notamment de société.
Certains de ses poèmes sont traduits en allemand et en picard. Il a repris en septembre 2023 la direction de la collection « La Diagonale de l'écrivain » publiée par les Éditions Douro.

### Quelques dates
Dès 1990 en parallèle à des collaborations dans de petites revues il échange avec des écrivains et critiques sur sa création notamment avec Jacques Darras. À partir de 1992 il entretient une correspondance plus prolongée avec Bernard Noël, commence après la lecture du Journal de Kafka la rédaction d’un journal et collabore épisodiquement aux Lettres françaises. Échanges en 1994 avec Hubert Haddad.
1994-1995 verra l’aboutissement d’un travail dirigé par Henri Meschonnic qui deviendra plusieurs années après Écrire le cri que soutiendra Pierre Bourgeade. Sous l’impulsion de Maurice Nadeau le journal est disséminé en différents essais et carnets. Échanges en parallèle avec Pierre Dhainaut, Jacques Gaucheron, Michel Deguy et Michel Chaillou jusqu'en 1996 et début de collaborations avec les revues le Bord de l’eau, Variable et Contre-Vox un temps hébergée chez HB éditions. 1997 voit le soutien de l'essai par Pierre Nora. Début de trois collaborations avec la revue Europe, collaboration à l'anthologie 101 poèmes contre le racisme et à la deuxième édition de Franck Venaille, l'Homme en guerre et début du cycle de lectures « Alain Marc lit (Houellebecq, Maïakovski, Fondane, Valet, Jouve, etc.) ».
À la suite de la publication de ce premier livre, il échange avec Yves di Manno, Abdellatif Laâbi et Ernest Pignon-Ernest, rencontre les artistes Lucille Calmel et Christian Edziré Déquesnes, collabore à partir de 2002 à de nouvelles revues ou fanzines dont Passage d'encres, Ffwl, la Revue Commune, Singe et contacte Pierre Garnier. Lectures notamment pour Panthéâtre. En 2004 sort un premier numéro de revue sur son parcours.
En 2005 il publie coup sur coup un livre de poésies contemporaines (Regards hallucinés) et un poème social (la Poitrine étranglée). Il collabore ensuite au site Poezibao et à la revue Balises

#### De 2006 à 2017
2006 concrétise les premiers essais d’édition en ligne (Écrivainsenligne) et d’édition confidentielle (Première impression). Plusieurs lectures. Collaboration à la revue Passages. 2007 marque la rencontre avec le jongleur Vincent de Lavenère qui débouchera sur une rencontre-performance, sur la composition de poèmes et d'une bande son et sur le début de la collaboration avec le compositeur sonore Laurent Maza. Collaboration à la revue Thauma
Fin 2007 et fin 2008 voient la publication de deux autres livres qui élargissent encore le champ par le poème sur une œuvre d'art (En regard, sur Bertrand Créac’h) et par la nouvelle (Toute une vie). Spectacle « Alain Marc lit Pierre Garnier » au Théâtre du Beauvaisis et lecture musicale de Toute une vie.
Depuis 2009 il poursuit l'alternance entre édition confidentielle ou en ligne (revue Interlope, collection « Ré-apparitions ») et publique. Droit de réponse à Carole Darricarrère et avec Philippe Guénin lettre ouverte à Poezibao. 2010 et 2011 voient donc la parution d'un essai sur l'œuvre de Bernard Noël auquel viennent s'ajouter deux publications aux éditions du Zaporogue, une collaboration au Tombeau pour les rares de Nicolas Rozier, le début de collaboration avec les collectifs Singularte et Kaokosmos, la diffusion d'un reportage sonore sur la poésie sur Arte radio. Publications en revues, lectures avec les Cohortes improbables, à la Halle Saint-Pierre, au Marché de la poésie.
2012 marque une nouvelle étape au sein du livre d'artiste avec la réalisation de livres pauvres avec Aaron Clarke et Max Partezana, de planches manuscrites pour la  galerie Alain Oudin et d'un livre d'artiste avec Joël Leick. Avec en 2013 une collaboration aux Cahiers Laure, un livre d'artiste avec Sausen Mustafova, plusieurs lectures notamment avec la comédienne brésilienne Gabriella Scheer,.
En 2014 sort un CD de poésies sonores enregistrées et composées par Laurent Maza (Le Grand cycle de la vie ou l'odyssée humaine), également diffusé en livre audio (deux autres suivront). Nouvelle lecture « Alain Marc lit Pierre Garnier » parmi d'autres, nouveaux livres d'artistes manuscrits pour la collection Éric Coisel et avec Max Partezana. Sorti du livre En regard, sur Lino de Giuli et de l'essai Chroniques pour une poésie publique. Continuation depuis 2013 de la publication en revues. En 2015 sort deux autres livres audios. Publications en revues et lecture aux Rencontres parisiennes de la photographie contemporaine sur l'esplanade des Invalides.
2016 voit une invitation pour une carte blanche au 1er festival Des mots, des rimes et des lyres de Gif-sur-Yvette, la sortie d'un deuxième numéro de revue sur son parcours, une autre lecture, la réalisation de cartes peintes et de livres d'artiste, un livre pauvre avec Ghislaine Lejard, des publications en ligne, la publication d'une préface et la sortie d'un livre audio sur Abdellatif Laâbi. En 2017 sort les Poésies non hallucinées avec des œuvres de Christian Jaccard. Publications en revues, nouvelle lecture visuelle et sonore « Alain Marc lit Pierre Garnier » pour l'inauguration du 2e festival Des mots, des rimes et des lyres de Gif-sur-Yvette, d'autres lectures publiques ainsi qu'une résidence sonore avec une première lecture musicale du CD Le Grand cycle de la vie ou l'odyssée humaine et la réalisation de nouveaux livres d'artistes/livres pauvres et livre-objet avec première présentation et exposition rétrospective. Signatures notamment au Marché de la poésie et au festival Voix Vives de Méditerranée en Méditerranée de Sète.

## Livres publiés
- Écrire le cri, Sade, Bataille, Maïakovski… (Sade, Jouve, Bataille, Maïakovski, Mansour, Giauque, Venaille, Laâbi, Calaferte, Noël, Guyotat[25]...), essai, préface de Pierre Bourgeade, l’Écarlate, 2000  (ISBN 978-2-910142-04-9)
- Regards hallucinés[26],[27], poésies & notes, préface de Bernard Noël, Lanore, 2005  (ISBN 978-2-85157-265-3)
- la Poitrine étranglée, Poème pour les ouvriers, le Temps des cerises, 2005  (ISBN 978-2-84109-570-4)
- En regard, sur Bertrand Créac’h[28], poèmes & photographies de sculptures et lavis de l'artiste, Dumerchez, 2007/2008  (ISBN 978-2-84791-080-3)
- Toute une vie, nouvelles et autres textes, lettre de Pierre Garnier, Engelaere éditions, 2008/2009  (ISBN 978-2-917621-00-4)
- Bernard Noël, le Monde à vif, essai, le Temps des cerises, 2010  (ISBN 978-2-84109-835-4)
- En regard, sur Lino de Giuli[29], poèmes & photographies de peintures et installations de l'artiste, Dumerchez, 2014/2015  (ISBN 978-2-84791-200-5)
- Poésies non hallucinées, & rescapées, éveillées, zen, poésies & notes, avec des Anonymes calcinés de Christian Jaccard, collection de « la Galerie de l'Or du temps » no 73, éditions du Petit Véhicule, 2017  (ISBN 978-2-37145-562-7)
- En regard, sur Bernard Gabriel Lafabrie[30], poèmes & portraits de l'artiste, Dumerchez, 2018  (ISBN 978-2-84791-209-8)
- De l'amour et autres, poésies & notes, avec des œuvres du peintre Lawrence, collection de « la Galerie de l'Or du temps » no 148, éditions du Petit Véhicule, 2019  (ISBN 978-2-37145-569-6)
- De la profondeur (Antonin Artaud, Georges Bataille, Samuel Beckett, Tahar Ben Jelloun, Christian Bobin, Nina Bouraoui, Pierre Bourgeade, Jean-Paul Bourre, Louis Calaferte, Yaël Cange, Mohamed Choukri, Hélène Cixous, William Cliff, etc.), essai, Douro, 2021  (ISBN 978-2-492381-79-9)
- Polaroïds, Textes, poésies et instantanés, avec des peintures de Jean-Marc André, collection « Texte », Tinbad, 2022  (ISBN 979-1-09641544-1)
- En regard, sur Froeliger, Kej, Griggio, Lawrence, Cullen, Bourdon, Thévenot, Guénin, Ysacoromines, Créac'h, Schlagenhauf, Catry, Dusserre-Bresson, Kaokosmos, Singularte, McKellar, collection « le Metteur en signe », Unicité, 2022  (ISBN 978-2-37355752-7)
- Un certain goût d'opiniâtreté, Journal 1991-1996 précédé de Journal reconstitué, 1986-1991, Douro, 2022  (ISBN 978-2-38406073-3)
- La Littérature, À propos de, coll. « La diagonale de l'écrivain », Douro, 2023  (ISBN 978-2-384062-49-2)
- Du monde suivi de « ... la Vie se dégrade... » ou de quelques considérations actuelles et inactuelles, Oxybia, 2023  (ISBN 978-2-917873-57-1)
- Cette sorte d'évidence, poésies & notes, avec un travail photographique de Patrice Masson, Tarmac, 2024  (ISBN 979-10-96556-69-4)
- Poésies romantiques et autres poésies suivi de Une adolescence, poésies & notes, avec des dessins et peintures d'Anne Paulet - Dessin-Peinture 21, coll. « Poésie » no 53, Pourquoi viens-tu si tard ?, 2024  (ISBN 978-2-38310-049-2)
- La Vie du cri, – vie et cri, cri et vie, écriture du cri –, préface de Jean-Philippe Testefort, Unicité, 2024  (ISBN 978-2-38638-120-1)
- Solitude, 1er poème du "Grand cycle de la vie ou l'odyssée humaine" (publication en format revue : collection « Ré-apparitions », supplément n⁰18 de la revue Passages, 2009), Z4 éditions / Douro collection « Résonnances », 2025  (ISBN 978-2-384064-98-4)

### Autres publications
- Méta mor phose ? 1 - la Porte du des / tin, Méta mor phose ? 2 - Écrire !, Méta mor phose ? 3 - À la recherche de l'arche perdue et Méta mor phose ? 4 - le Désir écartelé[27], poésie / théâtre, pré-édition Première impression, 2006 ; rééd. en un volume sous le titre Méta mor phose ?, Z4 Éditions, 2019  (ISBN 978-2-490595-32-7)
- le Monde la vie, poème(s) à dire, présentation de Sébastien Doubinsky, les Éditions du Zaporogue, 2010
- la Souffrance du monde (la Fin d'un siècle !, Monde & solitudes et Sexe et pouvoir), poèmes à dire, présentation de Sébastien Doubinsky, les Éditions du Zaporogue, 2011
- Chroniques pour une poésie publique précédé de « Mais où est la poésie ? », présentation de Sébastien Doubinsky, les Éditions du Zaporogue, 2014
- Je ne suis que le regard des autres (dont le récit-par-fragments le Timide et la prostituée publié en numérique par Écrivains en ligne en 2006), nouvelles, Z4 Éditions, 2018  (ISBN 978-0-244-68314-6)
- Journal à deux voix suivi de Quelques notes en deux étapes (reprenant le récit épistolaire-par-fragments Journal à deux voix publié en numérique par Écrivains en ligne en 2006), nouvelle & notes, Z4 Éditions, 2018  (ISBN 978-2-490595-02-0)
- Cent-dix huit évidences (livre numérique), poésies, bibliothèque mobile Bibliomobi, commande AR2L Hauts-de-France / Métropole européenne de Lille, 2019
- Actes d'une recherche, Carnet 1986-2019, coll. « La diagonale de l'écrivain », Z4 Éditions,  2019  (ISBN 978-2-490595-47-1)

### Publications en allemand
- (voir la publication bilingue français/allemand J'aurais envie/Ich Hätte Lust des éditions Transignum dans la section Livres d'artiste)
- Polaroidkameras, traduction en allemand des Polaroïds, Textes, poésies et instantanés des éditions Tinbad par Joël Vincent, encres de Jacques Cauda, coll. « La Bleu-Turquin », Douro, 2024  (ISBN 978-2-38406-401-4)

## Livres d’artiste / Livres pauvres
Les trente premiers Livres d’artiste et livres pauvres ont fait l'objet d'une exposition rétrospective à la médiathèque de Beauvais en 2017.

### Livres d’artiste
- Livres d’artiste ou Livre-objet avec Joël Leick,  Wanda Mihuleac, Christine Vandrisse, Brigitte Dusserre-Bresson, Sausen Mustafova, Valérie Thévenot, Alexandra Fontaine, Laurence Granger, Ghislaine Lejard, les ateliers de gravure de Limay et de Vernon, avec la collection « Les Sentinelles de la nuit » des éditions du Petit Véhicule, les éditions Transignum[31] et les éditions Index du typographe Laurent Né.
- Présence dans la Réserve des livres rares de la Bibliothèque nationale de France et à l’École Municipale d’Arts Plastiques de Limay.

### Livres pauvres
- Livres pauvres ou assimilés avec Aaron Clarke/Armand Dupuy[12], Max Partezana, Ghislaine Lejard, Laurence Granger, Dominique Crognier, Maria Desmée, Gerda Adelski, Muriel Baumgartner, Lookace Bamber/François Goalec, les éditions Sans Marianne et les éditions Index du typographe Laurent Né.
- Des livres pauvres ou assimilés sont conservés dans le fonds Daniel Leuwers du Prieuré Saint-Cosme / Demeure de Ronsard, dans la collection Armand Dupuy du fonds Bibart[32] et dans le fonds L3V de la galerie nomade MT-Galerie de Marie Thamin ayant rejoint le fonds Daniel Leuwers du Prieuré Saint-Cosme / Demeure de Ronsard, dans le fonds de la bibliothèque des arts décoratifs Forney, le fonds de la bibliothèque municipale de Belfort.
- Présence de planches manuscrites ou compositions dans le fonds de dotation Enseigne des Oudin[33] et dans la collection de l’éditeur Bernard Dumerchez.

## CD / Livres audio
- Alain Marc - Laurent Maza[8], Le Grand cycle de la vie ou l'odyssée humaine, 14 poésies sonores, compositions sonores de Laurent Maza, co-production Première impression / Artis Facta, diffusé en livre audio par Book d'oreille, 2014  (EAN 9782353680054)
- Alain Marc, Méta / mor / phose ? (enregistrement et création des interludes par Olivier Vasseur, studio le Labo, Beauvais, 2010), livre audio, production Première impression, diffusion Book d'oreille, 2014  (EAN 9782353680061)
- Alain Marc - André Véchot, Regards hallucinés, improvisations musicales d'André Véchot (première prise, Vincennes, 2006), production Première impression, diffusion Book d'oreille, 2014  (EAN 9782353680078)
- Alain Marc - Laurent Maza, Question de l'invisible, enregistrement voix seule suivi d'une composition sonore en deux temps et deux mouvements sur les dernières pages d'un poème de l'auteur (présentée dans la classe de composition électroacoustique et instrumentale de Christian Éloy au CNR Jacques Thibaud de Bordeaux en 2007 et 2010), production Première impression, diffusion Book d'oreille, 2015  (EAN 9782353680085)
- Alain Marc - Laurent Maza, En regard, sur et autour de Paï saï, bande son de l'exposition itinérante « Regards autour de Paï saï » ayant tourné dans une vingtaine de salles et centres culturels français en parallèle du spectacle de Vincent de Lavenère à partir de 2007, production Première impression, diffusion Book d'oreille, 2015  (EAN 9782353680092)
- Alain Marc - Bérenger Bonneau, Lecture d'Abdellatif Laâbi, créée avec improvisations au saxophone en 2000, production Première impression, diffusion Book d'oreille, 2016  (EAN 9782353680108)
- Alain Marc - Laurent Maza, Lecture de Pierre Garnier, bande son de Laurent Maza, enregistrement public au festival de poésie « Des mots, des rimes et des lyres » de Gif-sur-Yvette en 2017, production Première impression, diffusion Book d'oreille, 2018  (EAN 9782353680115)

## Création radiophonique / reportage sonore
- « Où est la poésie ? Elle n'est pas dans le journal », Arte radio, mise en ligne le 16 novembre 2010[34]

## Lectures publiques et autres
parmi les principales :
Lectures spectacles

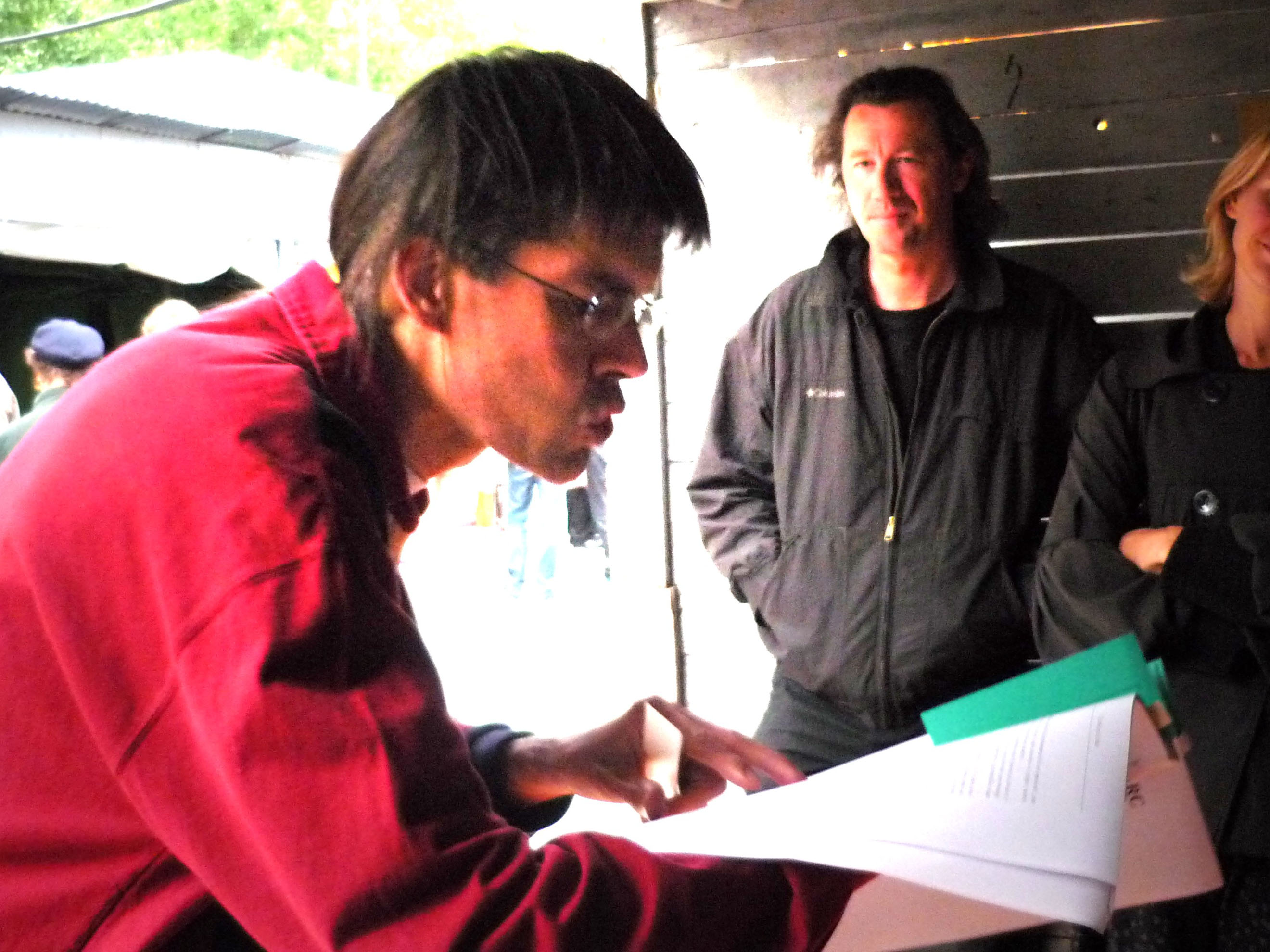
Soirée « 100 poètes + 100 artistes = 200 minutes de poésie » de la Périphérie du Marché de la poésie 2010

- Rencontre avec Vincent de Lavenère (et Laurent Maza[8]) après une résidence de création[6], journées « Écoles, en piste ! » de la FFEC, Théâtre des Poissons / la Batoude, Frocourt, 2007
- Alain Marc lit Pierre Garnier[9], lecture visuelle, mise en espace et ambiance sonore de Laurent Maza, avec une sculpture de  Bertrand Créac’h sur Pierre Garnier et Sylvaine De Buyst, Conseil régional de Picardie / Théâtre du beauvaisis, Beauvais, 2008 ; Comédie de Picardie (lecture collective), clôture Année Pierre Garnier du Conseil régional de Picardie, Amiens, 2009 ; 3e festival de poésie, médiathèque Antoine Chanut / la Faïencerie, Creil, 2014 ; inauguration du 2e festival Des mots, des rimes et des lyres, Gif-sur-Yvette, 2017
- Lecture musicale performée et visuelle avec Laurent Maza du CD Le Grand cycle de la vie ou l'odyssée humaine avec un diaporama du peintre Lawrence, centre culturel de musiques actuelles et multimédia ASCA, Beauvais, 2017[35] ; 7e festival Des mots, des rimes et des lyres, Gif-sur-Yvette, 2024 ; Festival des arts en Beauvaisis / Théâtre du beauvaisis, grange de la Maladrerie Saint-Lazare de Beauvais, 2024

Performances
- Performance artistique, poétique, musicale et visuelle de deux heures avec Alexandra Fontaine produisant des monotypes en direct, Emmanuel Mailly et Husain Alghajar, Journées de la lecture, Conservatoire de musique et de danse, Trappes, 2022[36]
- Performance avec l’artiste Alexandra Fontaine produisant des monotypes en direct et la musique d’Emmanuel Mailly devant le stand des éditions Transignum, 1er marché de la poésie de Lille, Le Gymnase, 2023
- Lecture performance avec l’artiste Alexandra Fontaine produisant des monotypes en direct et le musicien Emmanuel Mailly pour l’inauguration de l’exposition de l’artiste Le Livre monde, Nuit des conservatoires et des écoles de musique, Conservatoire de musique et de danse, Trappes, 2024[37]
- Lecture performance avec l’artiste Alexandra Fontaine produisant des monotypes en direct et le musicien ClaudYvans, Fonds de dotation Enseigne des Oudin, Paris 10e, 2024[38]

Lectures publiques
- En regard, sur Bertrand Créac’h, lecture avec Serge Béchu au zarb et autre lecture, exposition des sculptures dans les jardins de l'Abbatiale de Saint-Leu d’Esserent dans le cadre des Journées européennes du patrimoine, 2008
- Lecture avec le contrebassiste Colin Mc Kellar autour des encres de Claude Nguyen (manifestation collective), Salon Adjuvance, Paris 9e, 2009
- Toute une vie, Lecture musicale, lecture avec Sylvaine De Buyst et Serge Béchu, semaine du livre sur le Grand laonnois dans le cadre de la Fête du livre de Merlieux, la Préface (APEX), Laon, 2009
- Lecture « 100 poètes + 100 artistes = 200 minutes de poésie » avec Nicolas Rozier, périphérie du Marché de la poésie, 2010
- Rencontre Gabriella Scheer - Alain Marc (poèmes d'auteurs brésiliens contemporains et de l'auteur)[17], l'Angora, Paris 11e, 2013
- Lecture pour la sortie officielle d'En regard, sur Lino de Giuli devant des œuvres de l'artiste, communs du château de La Roche-Guyon, 2014
- Lectures avec Emmanuel Mailly aux Rencontres parisiennes de la photographie contemporaine, esplanade des Invalides, Paris 7e, 2015
- Carte blanche (après les interventions d'André Markowicz et de Carole Darricarrère), 1er festival Des mots, des rimes et des lyres, Gif-sur-Yvette, 2016
- Lecture performée des Poésies non hallucinées, & Rescapées, éveillées, zen et quelques autres, festival Graines de mots, communs du château du Fayel, Le Fayel, Oise, 2018[39]
- Lecture performée des Poésies non hallucinées, & Rescapées, éveillées, zen relatives aux gravures et livres d'artistes présentés, exposition centre d'exposition les Réservoirs, Limay, 2019
- Trois lectures du récit Journal à deux voix au milieu des œuvres du peintre Emmanuel Rémia, Hors Lits 14, Beauvais, 2020
- Lecture performée en relation avec le thème « Jouvences », 8e festival de poésie sauvage, La Salvétat-sur-Agoût, 2021
- Lecture déambulée debout puis assis de la série de poèmes Toujours la vie ! au milieu de l'installation éponyme de l'artiste Alexandra Fontaine, galerie associative, Beauvais, 2021[40]
- Neuf lectures (sur scène, en voile latine, en écho, en duo, en terrasse, collective, dans la rue, en barque occitane) en tant que poète invité du festival Voix Vives de Méditerranée en Méditerranée, Sète, 2023

Lectures collectives
- Pierre Garnier et ses amis picards (lecture en picard avec Pierre Garnier, Lucien Suel, Christian Edziré Déquesnes (pcd), etc.), Galerie nationale de la Tapisserie / Festival picard Ches wèpes, Beauvais, 2007
- Lectures collectives avec les Cohortes improbables (avec Ivar Ch'Vavar et entre autres Marc Gerenton), Noyon, Amiens et Lavacquerie (les Esserres), 2010
- Lecture collective Tombeau pour les rares#2[41] (ouvrage de Nicolas Rozier), Halle Saint Pierre - Musée d'art brut et d'art singulier dans le cadre de la Périphérie du 28e Marché de la poésie, Paris 18e, 2010
- Lecture collective avec le collectif Kaokosmos/Guénin-Kej, bar Cantada II / Cabaret du néant, Paris 11e, 2011
- Lecture collective Ondes parallèles : Serge Saunière - Bertrand Créac’h (avec Marianne Auricoste, Alain Blanc et Myriam Eck) en lien avec l'exposition au Musée d'art et d'histoire de Meudon et à la médiathèque, médiathèque de Meudon-la-Forêt, 2013
- Deux lectures performées des poèmes en picard avec le Poets'Band en liaison avec la revue La Passe, Théâtre des Blondes Ogresses,  Paris 18e, 2018[42]
- Lecture avec Christine Duminy-Sauzeau, Victor Malzac et David Rougerie, Zone d’Asile Noétique Dit-fraction no12, librairie La Mouette Rieuse, Paris 4e, 2023

## Exposition sonore / Installation
- Regards autour de Paï Saï[7], bande son avec Laurent Maza[8], lecture des quatre poèmes, bruitages de jonglage et enregistrements du Laos, compagnie Chant de balles, exposition itinérante de 2007 à 2011
- Installation Toujours la vie ! d'Alexandra Fontaine (9 kakémonos, 1 paravent et 7 peintures) sur la suite de poèmes éponyme, galerie associative Beauvais, 2021[40]

## Autres compositions sonores
- Laurent Maza[8], « Ode à "Mer" de Pierre Garnier[43] », composition sonore à partir de la lecture d'une poésie spatialiste tirée du spectacle, 2008
- Laurent Maza, « Question de l'invisible "Automatismes"[43] », nouvelle composition, 2015

## Entretiens
- Entretien radiophonique minute avec Cordulla Mullerke à propos des manifestations du Printemps des poètes, MFM, antenne de Beauvais, 26 mars 1999 [écouter en ligne]
- Débat avec le journaliste Cédric Soulet et le poète Denis Dormoy autour d'Écrire le cri, médiathèque de l'Espace culturel François Mitterrand, Beauvais, 24 novembre 2000[44]
- Entretien avec Typhaine Letertre « Du manuscrit au livre : entre sphère privée et champ public. Entretien avec Alain Marc » (à partir d'Écrire le cri) [PDF], 6 mai 2002
- Entretien radiophonique avec Jehan Van Langhenhoven autour d'Écrire le cri, émission « Ondes de choc », Radio libertaire, 8 mars 2004
- Entretien avec Sabine Cauvez « le Cri et le sens », revue Singe n⁰04 « l'Archaïque », Maxéville, fin 2004
- Entretien radiophonique minute avec Kriss, reportage « une Journée au Salon du livre d'Aumale », « Kriss Crumble », France Inter, 11 décembre 2005 [entretien-minute avec Kriss écouter en ligne]
- Dialogue Alain Marc-Éric Froeliger « De quelques points techniques à propos de l’écriture du cri et de l’œuvre d’Éric Froeliger », août 2006
- Entretien avec Andy Vérol « Écrire le cri : entretien avec Alain Marc », site des éditions le Mort-qui-trompe, 5 juillet 2007
- Entretien vidéo avec Olivier Engelaere « Toute une vie : Alain Marc nous explique pourquoi il a écrit ces nouvelles », 2008
- Entretien radiophonique sur Toute une vie avec Christelle Rouchon et Jean-Pierre Lejonc, émission « 120 minutes », France Bleu Picardie, 3 décembre 2008
- Entretien sur Toute une vie avec Carole T., janvier 2009
- Entretien avec Jean-David Lemarié « Une Poésie Publique Est-Elle Possible ? Fragment D'une Correspondance Avec Alain Marc », blog Tapages, 8 février 2011
- Entretien télévisé minute réalisé lors du reportage sur le village de Saorge et la retraite d'écriture au monastère, journal de 13 h, TF1, 5 juillet 2011
- Entretien radiophonique avec Marie Gabrielle Lof sur En regard, sur Lino de Giuli, « Les Rendez-vous de Marie », radio Alternative FM, Persan, 15 septembre 2014
- Entretien radiophonique avec Dalinda Ben Djemaa sur le CD Le Grand cycle de la vie ou l'odyssée humaine, « Tous kif kif », radio Alternative FM, Persan, 21 septembre 2014
- Entretien avec Cécile Guivarch « En regard sur... Alain Marc, Lino de Giuli, Bertrand Créac’h » avec extraits de poèmes et informations, « Paysages », site Internet Terre à ciel, mi-avril 2016
- Entretien avec Christophe Siébert « Alain Marc / Interview », page de La Grosse, Facebook, fin juin 2016
- Entretien vidéo avec Luc Vidal « Les Nouveaux Entretiens d'Orphée : Alain Marc » pour les éditions du Petit Véhicule sur le recueil Poésies non hallucinées, & rescapées, éveillées, zen, 2017
- Entretien radio avec Jeanne Marie, émission « Le Jardin des poètes », Radio Fréquence Paris Plurielle, 106.3 MHz, diffusé le vendredi 17 novembre 2017 [écouter en ligne]
- Entretien avec Jean-Paul Gavard-Perret, « Celui qui n’a jamais osé écrire à la fille en rouge — entretien avec Alain Marc (Polaroïds) », site Le Littéraire, 8 mars 2022
- Entretien radiophonique avec Jehan Van Langhenhoven autour de 'Polaroïds, Textes, poésies et instantanés, émission « Ondes de choc », Radio libertaire, 19 septembre 2022 (avec Virgile Novarina et Ghislaine Verdier) [écouter en ligne]
- Présentation et entretien avec Carole Carcillo Mesrobian, « Le Bruit des mots n°3 — Entretien avec Alain Marc : la trans-mission de la littérature », site Recours au poème', n°220, mai/juin 2023 6 mai 2023
- Entretien vidéo « Alain Marc, Voix Vives / Sète (21-29 juillet 2023) » avec Reha Yünlüel, Anthologie audiovisuelle des poètes vivants Bachibouzouckement, mis en ligne le dim. 14 avril 2024[45]

## Émission de radio
- Émission « Rudies' Back in Town » animée par Anna Rudy (sur les lectures publiques, CD, livres audio et enregistrements réalisés avec divers musiciens), Radio libertaire, dimanche 19 janvier 2020.

## Sur Alain Marc

### dossiers
- Des araignées… au CRI, Travail d’Alain Marc (dir. Christian Edziré Déquesnes ; texte de Lucille Calmel et autres), collection « Gvaus ed tros », hors série revue BASEMENTS-Ffwl, Douai, 2004
- Alain MARC, Il n'y a pas d'écriture heureuse (entretiens et articles de Murielle Compère-Demarcy, lettre de Bernard Noël, etc.), « cahier d'arts et de littératures » Chiendents no 109, éditions du Petit Véhicule, Nantes, 2016

### articles
sur les livres et les publications en revues
- Thibault Lemonde, note de lecture sur Écrire le cri, revue Europe « Antonin Artaud », n⁰873/874, janvier-février 2002
- Florence Trocmé, « Rencontre avec Alain Marc », Poezibao, 3 juillet 2005
- Didier Trumeau, note de lecture sur Des araignées… au CRI, Travail d’Alain MARC, fanzine l'Heure-Tard no 44, Vierzon, octobre 2005
- Florence Trocmé, « Écrire le cri, Regards hallucinés, La poitrine étranglée : trois livres d'Alain Marc », Poezibao, 2 novembre 2005
- Florence Trocmé, « Rencontre avec Alain Marc », Poezibao, 20 août 2006
- Bernard Billa, « Poésie-théâtre ou poésie en théâtre ?... », site Première impression, octobre 2007
- Gilbert Desmée, article sur En regard, sur Bertrand Créac'h, revue en ligne Encres vagabondes, 1er juillet 2008
- Hélène Cotrelle, « Alain Marc en regard sur Bertrand Créac’h », Juste des livres, Livres d'artistes des éditions Dumerchez, Dumerchez, mai 2009
- Guy Darol, « Bernard Noël illuminé » (note de lecture sur Bernard Noël, le Monde à vif), Magazine des livres n⁰27, novembre/décembre 2010
- Éric Maclos, « le Cri dans la toile », les Lettres françaises n⁰78, janvier 2011, supplément au journal l'Humanité du 8 janvier 2011
- Lucien Wasselin, article sur les Chroniques pour une poésie publique précédé de « Mais où est la poésie ? », Fil de lectures de Lucien Wasselin : Louis-Combet, Moulin et Loubert, Dunand, Marc, Audiberti, site Recours au poème, mi-juillet 2015
- Murielle Compère-Demarcy, « En regard sur Lino de Giuli, Alain Marc », site La Cause littéraire, 6 octobre 2015
- Patryck Froissart, « Chroniques pour une poésie publique, précédé de Mais où est la poésie ?, Alain Marc », site La Cause littéraire, 7 janvier 2016
- Roger Wallet, « Alain Marc, Nécessités intérieures » (sur le livre En regard, sur Bertrand Créac'h), revue numérique Les Années, n⁰75, mai 2016
- Patryck Froissart, « Il n’y a pas d’écriture heureuse, Alain Marc », site La Cause littéraire, 22 février 2017
- Lucien Wasselin, « CHIENDENTS n° 109, consacré à Alain MARC », site Recours au poème, septembre 2017
- Patryck Froissart, « Poésies non hallucinées, Alain Marc », site La Cause littéraire, 7 septembre 2017
- Carole Mesrobian, article « Alain Marc, Poésies non hallucinées » sur les Poésies non hallucinées, & Rescapées, éveillées, zen publié initialement dans le « Fil de lecture : autour de France BURGHELLE REY et d’Alain MARC », site Recours au poème, début octobre 2017
- Hervé Leroy, « Poésies non hallucinées, d'Alain Marc : les mots et l'intérieur », revue de l'AR2L Hauts-de-France Eulalie n⁰25, déc. 2017 ; repris sur le site ActuaLitté, 27 janvier 2018
- Jean-Paul Gavard-Perret, « Alain Marc, Je ne suis que le regard des autres », site Le Littéraire, 16 mai 2018
- Carole Darricarrère, « Je ne suis que le regard des autres, Alain Marc », site La Cause littéraire, 28 juin 2018
- Léo Demozay, « Alain Marc, De la difficulté d'aimer », revue numérique de critique littéraire Le Calepin Rouge, no 10, juillet 2018
- Fabien Ribery, « D'épures en simplifications, Bernard Gabriel Lafabrie vu par Alain Marc, poète », blog de critique littéraire et artistique l'Intervalle, le Blog de Fabien Ribery, 26 août 2018
- Carole Darricarrère, « Alain Marc, En regard sur Bernard Gabriel Lafabrie », [Chroniques], site Libr-Critique, 17 septembre 2018
- Patryck Froissart, « Je ne suis que le regard des autres, Alain Marc (par Patryck Froissart) », site La Cause littéraire, 13 novembre 2018
- Murielle Compère-Demarcy, « Journal à deux voix, suivi de Quelques notes en deux étapes, Alain Marc (par Murielle Compère-Demarcy) », site La Cause littéraire, 18 février 2019
- Murielle Compère-Demarcy, « Méta Mor Phose ?, Alain Marc (par Murielle Compère-Demarcy) », site La Cause littéraire, 21 mai 2019
- Fabrice Thumerel, chronique sur Actes d'une recherche, Carnet 1986-2019 dans « (Livres – News) Libr-Vacance (3) », site Libr-Critique, 6 août 2019
- Patryck Froissart, « De l’amour et autres, Poésies et Notes, Alain Marc (par Patryck Froissart) », site La Cause littéraire, 5 septembre 2019
- Patrick Devaux, « Actes d’une recherche, Alain Marc (par Patrick Devaux) », site La Cause littéraire, 2 décembre 2019
- Gilbert Bourson, « De la profondeur, Alain Marc (par Gilbert Bourson) », site La Cause littéraire, 11 janvier 2022
- Jean-Paul Gavard-Perret, « Alain Marc, Polaroïds », site Le Littéraire, 26 février 2022
- Jean-Paul Gavard-Perret, « Sillages parfumés de la chair - Alain Marc », « Le Salon littéraire », site L'Internaute, 27 février 2022
- Hervé Leroy, « De la profondeur après Écrire le cri… Alain Marc : la poésie ou la vie entière », site Poezibao, 10 mars 2022
- Jean-Claude Hauc, « Écrire par effraction » sur Polaroïds, Textes, poésies et instantanés, les Lettres françaises, octobre 2022
- Didier Trumeau, « Polaroïds, Textes, poésies & instantanés, Alain Marc », site Critiques libres, 1er février 2023
- Jean-Paul Gavard-Perret, « Alain Marc : du vagabondage de la pensée et de son exercice », site Critiques libres, 19 juin 2023
- Jean-Paul Gavard-Perret, « Alain Marc, La Littérature, A propos de », site Le Littéraire, 20 juin 2023
- Jean-Paul Gavard-Perret, « Le puzzle d'Alain Marc », « Le Salon littéraire », site L'Internaute, 20 juin 2023
- Éric Desordre, « Chroniques de la rage ordinaire », magazine Rebelle[s], 1er septembre 2023
- Jean-Paul Gavard-Perret, « Alain Marc, J’aurais envie », site Le Littéraire, 21 septembre 2023
- Hervé Leroy, « Beauvais ou l'odyssée d'Alain Marc », revue L'Estracelle no 2023-2, maison de la poésie des Hauts-de-France, mi-déc. 2023
- Hervé Leroy, « Des fatrasies aux regards hallucinés », revue Tohu-Bohu no 1, maison de la poésie des Hauts-de-France / Invenit, 1er mars 2024
- Hervé Leroy, « Un certain goût d'opiniâtreté précédé de Journal reconstitué », revue Tohu-Bohu no 1, maison de la poésie des Hauts-de-France / Invenit, 1er mars 2024
- Jean-Paul Gavard-Perret, « Alain Marc, Cette Sorte d’évidence poésie & notes », site Le Littéraire, 18 juillet 2024
- Denis Billamboz, « Pour comprendre l'univers », site Critiques libres, publié également sur « Cette sorte d’évidence – Alain Marc », Mes impressions de lecture, 6 août 2024
- Jean-Paul Gavard-Perret, « Alain Marc, La vie du cri », site Le Littéraire, 20 octobre 2024
- Fabrice Thumerel, chronique sur La Vie du cri, – vie et cri, cri et vie, écriture du cri – dans « (News) News du dimanche », site Libr-Critique, 27 octobre 2024
- Denis Billamboz, « La poésie en diverses formes », site Critiques libres, publié également sur « Poésies romantiques et autres poésies – Alain Marc / Anne Paulet », Mes impressions de lecture, 19 novembre 2024
- Murielle Compère-Demarcy, « Un certain goût d’opiniâtreté (Journal 1991-1996) précédé de Journal reconstitué (1986-1991), Alain Marc (par Murielle Compère-Demarcy) », site La Cause littéraire, 28 mai 2025
- Mathias Lair, article sur le recueil Cette sorte d'évidence, Lectures de Mathias Lair, rubrique « Bonnes feuilles (2) », revue Terre à ciel no 22, 2 juin 2025

sur le CD, les livres audio et les lectures publiques
- Jean-Louis Rambour, « Alain Marc et Laurent Maza, Le grand Cycle de la vie ou l’odyssée humaine », site Recours au poème, mi-février 2015
- Murielle Compère-Demarcy, « Le grand cycle de la vie ou l’odyssée humaine, Alain Marc et Laurent Maza », site La Cause littéraire, 19 mai 2015
- Murielle Compère-Demarcy, « (Reportages et rencontres) Les créations sonores d'Alain Marc, par Murielle Compère-Demarcy », site Poezibao, 7 décembre 2020

### radio
- Présentation et lecture d'extraits de 'Polaroïds, Textes, poésies et instantanés par Cristina Esselbée et Ghislaine Verdier, émission « Ondes de choc », Radio libertaire, 27 juin 2022 [écouter en ligne]  (respectivement à partir de 12'37" et 1h11'00")

### performance théâtrale
- Compagnie Théâtre en l'air, performance théâtrale Écrire le cri, médiathèque centrale de Beauvais, novembre 2000[46]

### bande dessinée
- Laure N, « Bonjour monsieur le directeur ! » (d'après une nouvelle tirée de Toute une vie), site Artis Facta[47]

### chanson
- Chanson éponyme créée et interprétée par le chanteur nord beauvaisien Guy Nortier en 1984 à partir de la poésie « les Aiguilles le temps » [écouter en ligne]

## Résidence, distinctions, invitations
- Bourse d'aide à la création de la ville de Beauvais 1997
- Invitation avec l'artiste Nicolas Rozier à la périphérie du Marché de la poésie 2010
- Retraite d'écriture au monastère de Saorge 2011[48]
- Poète invité au 1er festival de poésie de Creil 2012 (avec Joël Leick et participation au festival de 2014
- Poète invité au festival de poésie Des mots, des rimes et des lyres de Gif-sur-Yvette 2016 et participation en 2017 (et 2019 pour un débat)
- Bourse d'aide à la création de la région Hauts-de-France 2017-2018
- Poète invité au festival de poésie sauvage dirigé par Jean-Marie de Crozals à La Salvetat-sur-Agout 2021
- Finaliste de la bourse Sarane Alexandrian 2021 de la Société des gens de lettres
- poète invité au festival des Voix Vives de Méditerranée en Méditerranée de Sète 2023
- poète invité à la 4ème édition du festival de poésie Les Mots du vent à Villesèque-des-Corbières en 2025

## Engagement
En 2021, il prend position contre le Passe sanitaire et dirige avec l’écrivain Yves Charnet la mise en ligne d’une bibliothèque de textes.

## Pour approfondir